# جينفيرا دي بينتشي (لوحة)
لوحة جينفيرا دي بينتشي (بالإيطالية: Ritratto di Ginevra de' Benci)‏ هي لوحة زيتية من 38.8 طولًا و36.7 عرضًا لوجه جينفيرا دي بينتشي رسمها الفنان الإيطالي ليوناردو دا فينشي في الفترة فيما بين عامي 1474 و1476. وهي مزيج من رسم التمبرا مع الزيت على خشب شجر الحور. واللوحة محفوظة في المعرض الوطني للفنون في واشنطن، الذي حصل عليها مقابل 5 ملايين دولار دُفعت للعائلة المالكة في ليختنشتاين، وكان سعرًا قياسيًا في ذلك الوقت. وتتناول اللوحة ظهور السيدة لوحة جينفيرا دي بينتشي وتمثيل نبات العرعر من وراءها. وتعرف أيضًا باسم لوحة السيدة الشابة أمام نبات العرعر، إلا أنها في الوقت الحالي تُعرف باسمها الحالي الأكثر شيوعُا عن الآخر. ويدور موضوعها حول سيدة من الطبقة الأرستقراطية في القرن الخامس عشر من فلورينسيا، أُعجب بها العديد من الشباب الفلورينسي لذكاءها غير العادي. ويأتي ذكر جينفيرا دي بينتشي اليوم فقط لكونها تمثل واحدة من موضوعات لوحات ليوناردو دا فينشي السبعة عشر. وكانت في الماضي أكبر من ذلك، إلا أنه تم اقتطاعها من الجزء بالأسفل. تبرز اللوحة إضاءة غريبة واهتمام كبير بالتفاصيل، حيث تظهر بعض الإضاءة على الشعر على غرار طريقة الطلاء الفلمنكية. وتعكس نظرة النموذج جديدة شديدة وفي الوقت ذاته جمالًا استثنائيًا، حيث تعتبر نموذجًا من عصر النهضة الكلاسيكي. وقام الرسام بفرش بعض الأماكن في اللوحة بصمات أصابعه، تاركًا ذلك الأثر ملحوظًا.